# サンドロ・コルテセ
サンドロ・コルテセ（Sandro Cortese、1990年1月6日 - ）は、ドイツ・オクセンハウゼン出身の元オートバイレーサー。現在ベルクハイムに在住。

## 経歴

### キャリア初期
イタリア系ドイツ人であるコルテセは、4歳のときにモトクロスレースを始める。1999年、9歳のときにはポケットバイクのヨーロッパタイトルを獲得し、2002年にはドイツ国内のミニバイクチャンピオンとなった。2003年には元世界チャンピオンのダーク・ラウディス率いるチームからIDMドイツロードレース選手権125ccクラスにデビューすると、4度ポールポジションを獲得しシリーズランキング4位に入る活躍を見せたが、翌2004年にはシリーズ10位に沈んでしまった。

### ロードレース世界選手権
2005年には、キーファー・ボス・カストロール・ホンダチームからロードレース世界選手権125ccクラスにデビューを果たした。初年度は3戦で14位に入ったのが最高位で、シリーズランキングは26位に留まった。
2006年、コルテセはエリー・カフェラテチームに移籍し、前年度のチャンピオントーマス・ルティのチームメイトを務めることとなった。マシンは前年と同じくホンダ・RS125Rを駆り、第16戦ポルトガルGPで最高位となる10位を記録、シリーズ17位と成績を着実に伸ばした。
2007年シーズン、チームメイトのルティは250ccクラスに移り、チームは「エミ・カフェラテ」に改名。125ccクラスでは1台体制となったコルテセはマシンをアプリリアに変更した。開幕前のスペインでのテストでは、ホンダとはマシン特性が全く違うことに気付いたが、コルテセは進歩を続けて、7位を最高位にトップ10圏内でのフィニッシュを何度も重ね、66ポイントの獲得でシリーズ14位を記録した。
前年の活躍が評価され、2008年にはファクトリーマシンのアプリリア・RSA125が与えられた。シーズン序盤は若干苦戦したものの、第6戦イタリアGPで8位に入って以降は、全てのレースで1ケタ順位でのフィニッシュを成し遂げた。第16戦オーストラリアGPではレースをリード中に転倒したものの、復帰して6位でフィニッシュ、第17戦マレーシアGPでは予選18番手からのスタートになったものの、ファステストラップを叩き出してこのシーズン最高位となる4位に入賞した。結局このシーズン、コルテセは125ccクラスライダー中唯一となる全戦完走を達成し、第4戦中国GP以外ではポイントを獲得、シリーズランキング8位に入る活躍を見せた。
2009年シーズンは、前年にチャンピオンのマイク・ディ・メッリオを輩出したフィンランドのアジョ・モータースポーツチームに移籍し、ドミニク・エガーターをチームメイトにデルビ・RSA125(同じピアジオ傘下のアプリリアと同じマシン)を駆ることになった。開幕戦カタールGPで自身初の表彰台(3位)に立ち、第7戦ダッチTTでは初のポールポジションを獲得、第14戦ポルトガルGPではブラッドリー・スミスと優勝争いを展開して2位表彰台を獲得するなどの活躍を見せ、シリーズ6位を記録した。
2010年、コルテセはアジョに残留し、前年一杯でGPから撤退したKTMワークスに所属していたマルク・マルケスをチームメイトに迎えた。マルケスがシーズン10勝を挙げてチャンプに輝いた一方、コルテセはトップから離れた第二集団でのレースが多く、表彰台獲得は第8戦地元ドイツGPでの3位と第11戦インディアナポリスGPでの2位の2度に留まり、年間ランキングは前年から1つ落として7位に終わった。
2011年シーズンはレーシング・チーム・ジャーマニーに移籍、グランプリ7年目のシーズンを迎える。2005年のデビュー以来、コルテセは1戦も欠場することなく参戦を続けており、2011年の開幕戦で100戦目となる。

### スーパーバイク世界選手権
2020年はカワサキ・レーシングチーム ワールドSBKから出場したが、第3戦ポルティマオでの衝突事故で対麻痺を引き起こし、回復の兆しが無いためこの年限りでライダーを引退することをインスタグラムで伝えている。

### 引退後
スポンサー企業であるGutmann Gruppe に勤務予定。

## ロードレース世界選手権 戦績
| シーズン | クラス | チーム                                       | メーカー   | マシン | 出走 | 優勝 | 表彰台 | PP | FL | ポイント | シリーズ順位 |
| -------- | ------ | -------------------------------------------- | ---------- | ------ | ---- | ---- | ------ | -- | -- | -------- | ------------ |
| 2005年   | 125cc  | キーファー・ボス・カストロール・ホンダ       | ホンダ     | RS125R | 16   | 0    | 0      | 0  | 0  | 8        | 26位         |
| 2006年   | 125cc  | エリー・カフェラテ                           | ホンダ     | RS125R | 16   | 0    | 0      | 0  | 0  | 23       | 17位         |
| 2007年   | 125cc  | エミ・カフェラテ                             | アプリリア | RS125  | 17   | 0    | 0      | 0  | 0  | 66       | 14位         |
| 2008年   | 125cc  | エミ・カフェラテ                             | アプリリア | RSA125 | 17   | 0    | 0      | 0  | 1  | 141      | 8位          |
| 2009年   | 125cc  | アジョ・インターウェッテン                   | デルビ     | RSA125 | 16   | 0    | 3      | 1  | 2  | 130      | 6位          |
| 2010年   | 125cc  | アジョ・モータースポーツ                     | デルビ     | RSA125 | 17   | 0    | 2      | 1  | 2  | 143      | 7位          |
| 2011年   | 125cc  | インパクト・レーシング・チーム・ジャーマニー | アプリリア | RSA125 |      |      |        |    |    |          |              |
| 合計     |        |                                              |            |        | 99   | 0    | 5      | 2  | 5  | 511      |              |